# Георг Шмідт-Рор
Георг Шмідт-Рор (нім. Georg Albert Johannes Schmidt-Rohr; 24 липня 1890, Франкфурт-на-Одері, Німецька імперія — лютий 1945, поблизу Мендзижеча) — німецький лінгвіст, керівник дослідницького відділу прикладної соціології мови в  Анене́рбе. 

## Біографія

### Ранні роки. Перша світова війна
Народився в лютеранській сім'ї вчителя Ріхарда Шмідта (1863-1927) і його дружини Іди Міхеліс (1867-1943). Закінчив гімназію в рідному місті. До початку 1930-х років носив прізвище Шмідт. У 1910-1913 роках вивчав германістику і мови в Берліні і Єні. З 1907 року брав участь в юнацькому русі «Перелітних птахів». 
Учасник Першої світової війни, капітан резерву 78-го піхотного полку, був неодноразово поранений. У 1916 році захистив в Єні кандидатську дисертацію на тему «Завдання військового виховання молоді з точки зору педагогіки», в якій спробував зобразити війну як боротьбу за німецьку культуру. У роки війни співпрацював з відомим німецьким діячем пропаганди Паулем Рорбахом, разом з яким в 1918 році розробив політико-мовну концепцію для окупованих областей Росії. У зв'язку з цим виник меморандум «Що потрібно робити, щоб запобігти прийдешній революції?». 

### Роки Веймарської республіки
У 1919 році одружився з дочкою промисловця Карла Рора Рут Рор, мав трьох дітей: синів Хайнца-Георга (нар. 1922, професор медицини, засновник соціального центру у Віслосі, почесний громадянин міста) і Ульріха (нар. 1926, професор фізики, керівний співробітник інституту Макса Планка) і доньку Христину Тоттен (нар. 1920, мовознавець, завідувач кафедри сучасних мов Університету Клеріон в Пенсільванії, США). 
Брав активну участь в діяльності руху «Перелітних птахів», провадив викладацьку та педагогічну діяльність, зокрема, викладав в гімназії Фрідріха у Франкфурті-на-Одері. Брав участь в заснуванні Педагогічної академії (1926). 

### Діяльність за нацистів
У травні 1933 року вступив до НСРПН. 
Хоча про теорії Шмідт-Рора писали як про «поворот Коперника у вивченні сутності мови», його головну працю «Мова як утворювач народу» було визнано шкідливою через гіпотезу, що відхилилася від генеральної лінії нацистської партії — расової переваги. Шмідт-Рор був виключений з НСРПН, однак незабаром відновлений завдяки підтримці Карла Гаусгофера. 
Підкреслював, що німецька мова є не менш важливим фактором німецької народності, ніж раса та культура, а також її найбільшою цінністю. 
З 1934 року був членом безлічі націонал-соціалістичних організацій, проте в політиці участі не брав. З 1942 року очолював навчально-дослідний відділ прикладної соціології мови Аненербе. На базі цього відділу за задумом Гіммлера планувалося створити «Таємне політико-мовне управління», спрямоване на розлад культури на окупованих територіях. 
Наприкінці війни командував з'єднанням фольксштурма на Одері. Інформація про подальшу долю різниться: за одними даними, в лютому 1945 року пропав безвісти (офіційно оголошений мертвим 18 вересня 1949 року), За іншими даними - загинув в бою. 
Вважається новатором в сфері мовного обґрунтування націонал-соціалістичної доктрини. 

## Твори
- Die Aufgaben der militärischen Jugendpflege in pädagogischer Beleuchtung. Jena 1917.
- Die Sprache als Bildnerin der Völker. Jena 1932
- Muttersprache. Vom Amt der Sprache bis der Volkswerdung. Jena +1933.